# Klaus Engels
Klaus Engels (* 7. September 1938; † 1. Juni 2025) war ein deutscher Fußballspieler. In der höchsten Spielklasse des DDR-Fußballs, der Oberliga, spielte er für den SC Einheit Dresden und die SG Dynamo Dresden.

## Sportliche Laufbahn
Engels spielte bis zu seinem 23. Lebensjahr Fußball bei der Betriebssportgemeinschaft Lokomotive Meiningen, zuletzt in der Saison 1961/62 in der drittklassigen II. DDR-Liga. Nach Beendigung der Hinrunde dieser Saison wechselte Engels im Januar 1962 zum Oberligisten SC Einheit Dresden. Dort bestritt er bis zum Saisonende 13 Oberligapunktspiele. Der SC Einheit beendete die Saison als Absteiger, sodass Engels anschließend in der zweitklassigen I. DDR-Liga antreten musste. In den Folgejahren bemühte sich der SC Einheit vergeblich um den Wiederaufstieg, diesen schaffte bereits 1962 der Lokalrivale Dynamo Dresden. 1963/64 fanden sich beide Dresdner Mannschaften in der DDR-Liga wieder, doch Dynamo gelang 1964 der erneute Aufstieg in die Oberliga. Klaus Engels wurde in dieser Saison für Einheit Dresden mit 16 Treffern Torschützenkönig der DDR-Liga Staffel Süd. 1964/65 hatte Dynamo Dresden erneut Schwierigkeiten, sich als Aufsteiger in der Oberliga zu halten. Nachdem die Mannschaft sechs Spieltage vor Saisonschluss in absoluter Abstiegsgefahr schwebte und Einheit keine Aussicht auf einen Aufstiegsplatz hatte, wurde Engels zusammen mit seinem Mannschaftskameraden Klaus Sammer zur SG Dynamo Dresden delegiert. Dort wurde er noch in vier Oberligapunktspielen der laufenden Saison eingesetzt, und Dynamo schaffte noch den Klassenerhalt.
In der anschließenden Oberligasaison erkämpfte sich Engels als linker Halbstürmer mit 25 von 26 möglichen Punktspieleinsätzen einen Stammplatz in der Dynamo-Mannschaft und wurde mit acht Toren ihr erfolgreichster Schütze. Seinen Stammplatz behielt Engels auch in der Spielzeit 1966/67 mit 22 Einsätzen. Seine letzte Oberligasaison bestritt der nun 29-Jährige 1967/68, er wurde nur noch sporadisch in neun Punktspielen eingesetzt. Diese Saison sah Dynamo Dresden erneut als Absteiger. In der folgenden Zweitligaspielzeit 1968/69 bestritt Engels nur noch ein einziges Punktspiel und so war sein Anteil am Oberligaaufstieg auf dem Platz eher gering. Danach beendete er seine Laufbahn als Leistungssportler.
Engels war insgesamt in fünf Oberligaspielzeiten vertreten, eine für den SC Einheit, vier für Dynamo Dresden. Er bestritt 74 Oberligaspiele (13 für Einheit, 61 für Dynamo) und erzielte dabei 18 Tore (17 für Dynamo).

## Tod
Klaus Engels starb Anfang Juni 2025 im Alter von 86 Jahren.